# Zoungoudo
Zoungoudo è un arrondissement del Benin situato nella città di Abgangnizoun (dipartimento di Zou) con 2.397 abitanti (dato 2006).